# Saint-Barnabé
Saint-Barnabé é uma comuna francesa na região administrativa da Bretanha, no departamento Côtes-d'Armor. Estende-se por uma área de 22,8 km². Em 2010 a comuna tinha 1 272 habitantes (densidade: 55,8 hab./km²).